# Fußball-Regionalliga West/Südwest
Die Regionalliga West/Südwest war von 1994 bis 2000 eine Fußball-Spielklasse. Zusammen mit den Regionalligen Süd, Nord und Nordost bildete sie die dritthöchste Ebene im deutschen Ligensystem. Ihr Einzugsgebiet waren die Länder Nordrhein-Westfalen, Rheinland-Pfalz und das Saarland.

## Geschichte

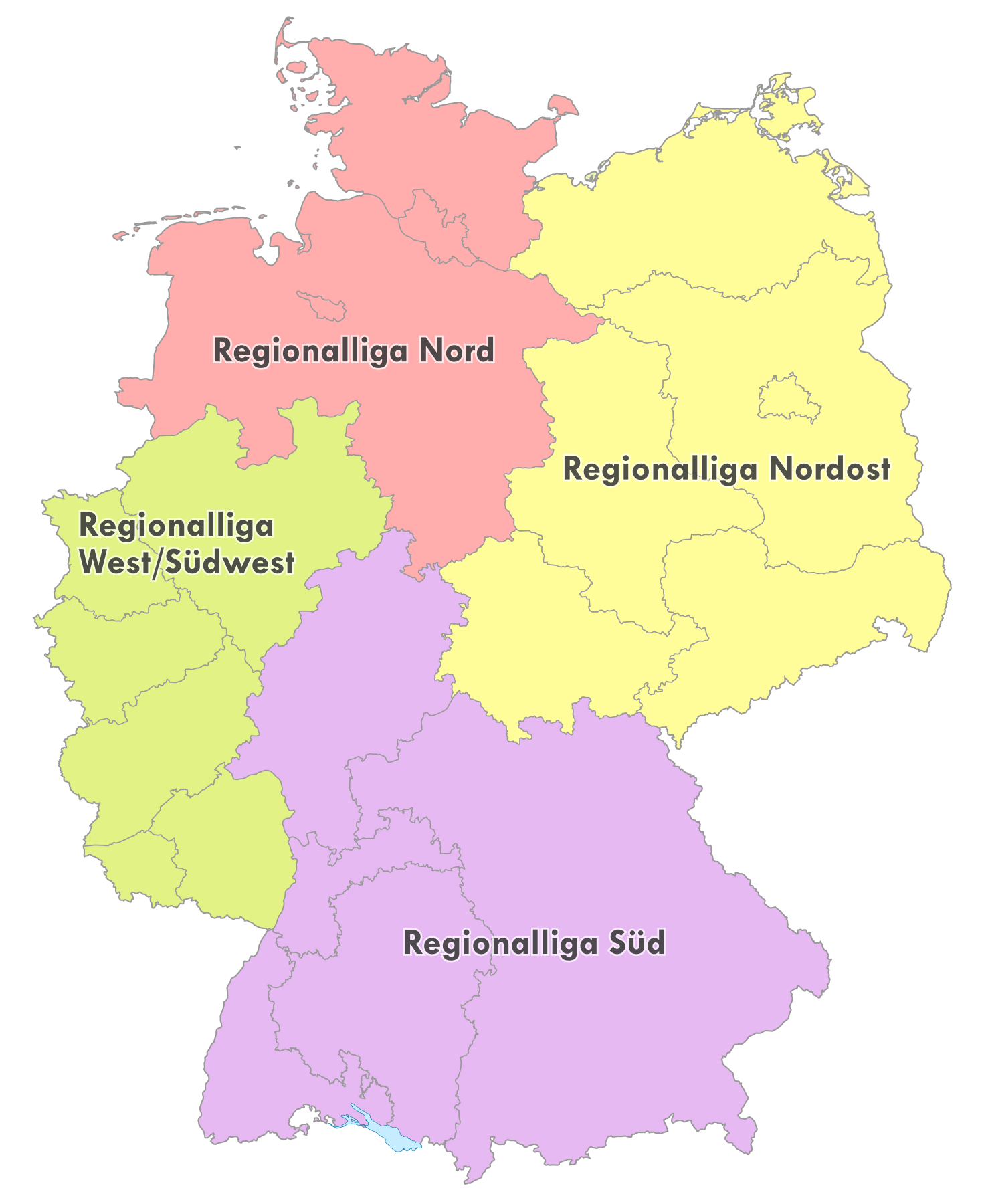
Die vier Regionalliga-Staffeln von 1994/95 bis 1999/2000

Die Regionalliga West/Südwest wurde im Sommer 1994 gegründet. Es qualifizierten sich jeweils sechs Mannschaften der Oberligen Fußball-Oberliga Westfalen, Fußball-Oberliga Nordrhein und Fußball-Oberliga Südwest.
Der Meister stieg in die 2. Fußball-Bundesliga auf. In der Saison 1995/96 stieg zusätzlich der Vizemeister auf. Ab der Saison 1997/98 spielte der Vizemeister zusammen mit dem Vizemeister der Regionalliga Süd und dem Verlierer der Relegation der Meister der Regionalligen Nord und Nordost den vierten Aufsteiger aus. Der Sieger dieser Aufstiegsrunde holte sich 1998 auch noch den Titel des deutschen Amateurmeisters. Die Meister der Oberligen Westfalen, Nordrhein und Südwest stiegen in die Regionalliga auf.
Die drei letztplatzierten Mannschaften stiegen in die jeweilige Oberliga ab. Nach der Saison 1994/95 hätte der SC Hauenstein als Viertletzter aufgrund des Zwangsabstiegs des 1. FC Saarbrücken ebenfalls absteigen müssen. Der Verein protestierte und bekam Recht. In der Folgesaison spielte die Regionalliga mit 19 Mannschaften.

## Gründungsmitglieder der Regionalliga West/Südwest 1994/95
Aus der 2. Bundesliga:
- Rot-Weiss Essen
- Wuppertaler SV

Aus der Oberliga Nordrhein:
- Alemannia Aachen
- 1. FC Bocholt
- Bonner SC
- SCB Preußen Köln

Aus der Oberliga Westfalen:
- SC Preußen Münster
- TuS Paderborn-Neuhaus
- SC Verl
- SpVgg Erkenschwick
- Arminia Bielefeld
- SG Wattenscheid 09 Amateure

Aus der Oberliga Südwest
- Eintracht Trier
- FSV Salmrohr
- SC Hauenstein
- Borussia Neunkirchen
- SV Edenkoben
- VfB Wissen

## Meister und Vizemeister der Regionalliga West/Südwest
| Jahr | Meister                | Vizemeister         |
| ---- | ---------------------- | ------------------- |
| 1995 | Arminia Bielefeld      | SC Verl             |
| 1996 | FC Gütersloh           | Rot-Weiss Essen     |
| 1997 | SG Wattenscheid 09     | Rot-Weiß Oberhausen |
| 1998 | SC Rot-Weiß Oberhausen | Sportfreunde Siegen |
| 1999 | Alemannia Aachen       | Eintracht Trier     |
| 2000 | 1. FC Saarbrücken      | LR Ahlen 1          |

(fettgedruckte Teams = Aufsteiger)

## Torschützenkönige
- 1995: Jörg Beyel, SCB Preußen Köln – 21 Tore
- 1996: Dirk van der Ven, FC Gütersloh – 21 Tore
- 1997: René Deffke, LR Ahlen und Marcus Feinbier, Alemannia Aachen –  je 24 Tore
- 1998: Branko Zibert, 1. FC Saarbrücken – 20 Tore
- 1999: Daniel Graf, 1. FC Kaiserslautern Amateure – 19 Tore
- 2000: Marius Ebbers, SG Wattenscheid 09 – 23 Tore

## Auflösung der Regionalliga
Im Sommer 2000 wurde die Regionalliga auf zwei Staffeln verkleinert. Aus der Regionalliga West/Südwest qualifizierten sich die Mannschaften, die die Saison 1999/2000 auf den Plätzen 2–11 beendeten. Der Tabellenzwölfte spielte eine Relegation mit den Meistern der Oberligen Westfalen, Nordrhein und Südwest. Der Sieger dieser Relegation war ebenfalls für die zweigleisige Regionalliga qualifiziert.
Folgende Mannschaften haben sich für die zweigleisige Regionalliga qualifiziert:
Nord: Borussia Dortmund Amateure, Fortuna Düsseldorf, Rot-Weiss Essen, Preußen Münster, KFC Uerdingen 05, SC Verl, SG Wattenscheid 09 – Dazu kommt aus der 2. Bundesliga: SC Fortuna Köln
Süd: SV Elversberg, Sportfreunde Siegen, Eintracht Trier